# Amavis
AMaViS ist ein Computerprogramm, das Mail Transfer Agents mit Virenscannern verbindet. Mittlerweile wurde die Funktion um einen Spamfilter erweitert.

## Entwicklung
Der erste Programmcode wurde von Mogens Kjaer erstellt, von Jürgen Quade modifiziert, und von Christian Bricart gepflegt. Chris Mason begann mit einer neuen Implementierung in Perl, die mit Version 0.3.12 vom März 2003 das ursprünglich 300 Zeilen umfassende Shellskript ablöste. amavisd aus den Jahren 2001 bis 2003 ist ein aus dem Perlskript entwickelter Daemon. amavis-ng aus den Jahren 2002 und 2003 ist eine modulare Implementierung in Perl. amavisd-new ist eine umfassende Weiterentwicklung des Daemons.

## Aufgabe der Software
Ungeachtet des Namens AMaViS von A Mail Virus Scanner ist die Software kein Virenscanner, sondern dazu entwickelt, Virenscanner in Mailserver einzubinden. Sie bietet Standardschnittstellen zwischen den Mail Transfer Agents und den Contentfiltern, damit die Hersteller von Mailservern und Antivirenprogrammen nicht ständig neue Schnittstellen entwickeln müssen. Sie ist beispielsweise kompatibel mit Postfix, sendmail oder Exim. Antivirenprogramme, die mit Amavis funktionieren, sind unter anderem AntiVir Unix, AVG AV, AVP, ClamAV, Dr. Web, eTrust AV, F-Prot oder Kaspersky LMS. Der neuere amavisd-new bietet auch die Möglichkeit, SpamAssassin und andere Filterprogramme einzubinden.

## Funktionsweise
Der Daemon amavisd-new unterstützt das Simple Mail Transfer Protocol, das Local Mail Transfer Protocol, Sockets und Pipes als Schnittstellen mit Mail Transfer Agents. Er unterstützt per Kommandozeile auszuführende wie als Daemon laufende Virenscanner.